# Лаша Гобадзе
Лаша Гобадзе (груз. ლაშა გობაძე; нар. 10 січня 1994, Хуло, Аджарія) — грузинський борець греко-римського стилю, чемпіон та дворазовий бронзовий призер чемпіонатів світу, срібний та бронзовий призер чемпіонатів Європи, учасник двох Олімпійських ігор.

## Життєпис
Боротьбою почав займатися з 2000 року. У 2010 році став бронзовим призером чемпіонату Європи серед кадетів. Наступного року на цих же змаганнях піднявся сходинкою вище і здобув бронзову медаль чемпіонату світу серед кадетів. У 2013 році став бронзовим призером чемпіонату Європи серед юніорів. Наступного року на цих же змаганнях повторив цей результат і здобув бронзову медаль чемпіонату світу серед юніорів. У 2015 році став чемпіоном Європи серед молоді, повторив цей успіх наступного року, а у 2017 році здобув бронзу цих змагань. Того ж року став срібним призером чемпіоном світу серед молоді.
Виступає за спортивний клуб «Аджарія» Батумі. Тренер — Леван Шавадзе.

## Спортивні результати на міжнародних змаганнях

### Виступи на Олімпіадах
| Змагання                    | Збірна | Вагова категорія                 | Місце |
| --------------------------- | ------ | -------------------------------- | ----- |
| Літні Олімпійські ігри 2020 | Грузія | греко-римська боротьба, до 87 кг | 11    |
| Літні Олімпійські ігри 2024 | Грузія | греко-римська боротьба, до 87 кг | 9     |

### Виступи на Чемпіонатах світу
| Змагання                        | Збірна | Вагова категорія                 | Місце  |
| ------------------------------- | ------ | -------------------------------- | ------ |
| Чемпіонат світу з боротьби 2015 | Грузія | греко-римська боротьба, до 80 кг | Бронза |
| Чемпіонат світу з боротьби 2018 | Грузія | греко-римська боротьба, до 82 кг | 26     |
| Чемпіонат світу з боротьби 2019 | Грузія | греко-римська боротьба, до 82 кг | Золото |
| Чемпіонат світу з боротьби 2021 | Грузія | греко-римська боротьба, до 87 кг | Бронза |
| Чемпіонат світу з боротьби 2023 | Грузія | греко-римська боротьба, до 87 кг | 15     |

### Виступи на Чемпіонатах Європи
| Змагання                         | Збірна | Вагова категорія                 | Місце  |
| -------------------------------- | ------ | -------------------------------- | ------ |
| Чемпіонат Європи з боротьби 2019 | Грузія | греко-римська боротьба, до 82 кг | Срібло |
| Чемпіонат Європи з боротьби 2020 | Грузія | греко-римська боротьба, до 82 кг | 15     |
| Чемпіонат Європи з боротьби 2023 | Грузія | греко-римська боротьба, до 87 кг | Бронза |

### Виступи на Європейських іграх
| Змагання              | Збірна | Вагова категорія                 | Місце |
| --------------------- | ------ | -------------------------------- | ----- |
| Європейські ігри 2015 | Грузія | греко-римська боротьба, до 80 кг | 10    |

### Виступи на інших змаганнях
| Змагання                                                       | Збірна | Вагова категорія                 | Місце  |
| -------------------------------------------------------------- | ------ | -------------------------------- | ------ |
| Кубок Тахті 2015                                               | Грузія | греко-римська боротьба, до 80 кг | Золото |
| Кубок Президента Казахстану з боротьби 2015                    | Грузія | греко-римська боротьба, до 80 кг | 4      |
| Золотий Гран-прі з боротьби 2015                               | Грузія | греко-римська боротьба, до 80 кг | Золото |
| Турнір Вехбі Емре і Гаміта Каплана 2016                        | Грузія | греко-римська боротьба, до 80 кг | Золото |
| Гран-прі Іспанії з боротьби 2016                               | Грузія | греко-римська боротьба, до 85 кг | Бронза |
| Турнір Г. Картозія і В. Балавадзе 2017                         | Грузія | греко-римська боротьба, до 80 кг | Бронза |
| Меморіал Болата Турлиханова 2017                               | Грузія | греко-римська боротьба, до 85 кг | Бронза |
| Турнір Г. Картозія і В. Балавадзе 2018                         | Грузія | греко-римська боротьба, до 82 кг | Золото |
| Турнір Вехбі Емре і Гаміта Каплана 2018                        | Грузія | греко-римська боротьба, до 82 кг | Золото |
| Меморіал Олега Караваєва 2018                                  | Грузія | греко-римська боротьба, до 87 кг | Бронза |
| Кубок Владислава Пітласинські 2019                             | Грузія | греко-римська боротьба, до 87 кг | Бронза |
| Гран-прі Франції Анрі Деглана 2020                             | Грузія | греко-римська боротьба, до 87 кг | 9      |
| Київський Міжнародний турнір з боротьби 2021                   | Грузія | греко-римська боротьба, до 87 кг | Срібло |
| Олімпійський кваліфікаційний турнір з боротьби 2020 (Будапешт) | Грузія | греко-римська боротьба, до 87 кг | Срібло |
| Меморіал Іона Корнеану і Ладислава Сімона 2021                 | Грузія | греко-римська боротьба, до 87 кг | Золото |
| Турнір Дана Колова — Николи Петрова 2022                       | Грузія | греко-римська боротьба, до 87 кг | 17     |
| Турнір Ібрагіма Мустафи 2023                                   | Грузія | греко-римська боротьба, до 87 кг | Золото |
| Меморіал Іона Корнеану і Ладислава Сімона 2023                 | Грузія | греко-римська боротьба, до 87 кг | 5      |
| Гран-прі Франції Анрі Деглана 2024                             | Грузія | греко-римська боротьба, до 87 кг | Срібло |
| Турнір Яшара Догу, Вехбі Емре і Гаміта Каплана 2024            | Грузія | греко-римська боротьба, до 87 кг | 5      |
| Олімпійський кваліфікаційний турнір з боротьби 2024 (Стамбул)  | Грузія | греко-римська боротьба, до 87 кг | 4      |

### Виступи на змаганнях молодших вікових груп
| Змагання                                       | Збірна | Вагова категорія                 | Місце  |
| ---------------------------------------------- | ------ | -------------------------------- | ------ |
| Чемпіонат Європи з боротьби серед кадетів 2009 | Грузія | греко-римська боротьба, до 69 кг | 24     |
| Чемпіонат Європи з боротьби серед кадетів 2010 | Грузія | греко-римська боротьба, до 76 кг | Бронза |
| Чемпіонат Європи з боротьби серед кадетів 2011 | Грузія | греко-римська боротьба, до 76 кг | Срібло |
| Чемпіонат світу з боротьби серед кадетів 2011  | Грузія | греко-римська боротьба, до 76 кг | Бронза |
| Чемпіонат Європи з боротьби серед юніорів 2012 | Грузія | греко-римська боротьба, до 74 кг | 11     |
| Кубок Фрейденфельдса серед юніорів 2013        | Грузія | греко-римська боротьба, до 74 кг | 12     |
| Чемпіонат Європи з боротьби серед юніорів 2013 | Грузія | греко-римська боротьба, до 74 кг | Бронза |
| Чемпіонат світу з боротьби серед юніорів 2013  | Грузія | греко-римська боротьба, до 74 кг | 14     |
| Чемпіонат Європи з боротьби серед юніорів 2014 | Грузія | греко-римська боротьба, до 84 кг | Бронза |
| Чемпіонат світу з боротьби серед юніорів 2014  | Грузія | греко-римська боротьба, до 84 кг | Бронза |
| Чемпіонат Європи з боротьби серед молоді 2015  | Грузія | греко-римська боротьба, до 80 кг | Золото |
| Чемпіонат Європи з боротьби серед молоді 2016  | Грузія | греко-римська боротьба, до 80 кг | Золото |
| Чемпіонат Європи з боротьби серед молоді 2017  | Грузія | греко-римська боротьба, до 85 кг | Бронза |
| Чемпіонат світу з боротьби серед молоді 2017   | Грузія | греко-римська боротьба, до 80 кг | Срібло |